# Club Polideportivo La Roda
O Club Polideportivo La Roda, também conhecida como Fundación Globalcaja La Roda por motivos de patrocinadores é um clube profissional de basquetebol localizado na cidade de La Roda, Espanha que atualmente disputa a Liga LEB Prata. O clube manda seus jogos como mandante no Pavilhão Juan José Lozano Jareño com capacidade para 300 espectadores.

## Histórico de temporadas
| Temporada | Nível | Liga       | Pos. | V-D   | Copas            | Copas            |
| --------- | ----- | ---------- | ---- | ----- | ---------------- | ---------------- |
| 2012–13   | 5     | 1ª Divisão | 4    | 17–9  |                  |                  |
| 2013–14   | 5     | 1ª Divisão | 5    | 14-12 |                  |                  |
| 2014–15   | 5     | 1ª Divisão | 1    | 22–4  | Promovidocampeão | Promovidocampeão |
| 2015–16   | 4     | Liga EBA   | 9    | 10–16 |                  |                  |
| 2016–17   | 4     | Liga EBA   | 4    | 22–8  | Promovido        | Promovido        |
| 2017–18   | 3     | LEB Prata  | 2    | 23-7  | Copa LEB Plata   | Finalista        |

Fonte:eurobasket.com
1. ↑  «Instalações esportivas de La Roda». http://laroda.es (em espanhol). Consultado em 23 de abril de 2018